# Isabella Colbran
Isabella Colbran (ur. 2 lutego 1785 w Madrycie, zm. 7 października 1845 w Bolonii) – hiszpańska śpiewaczka (sopran koloraturowy).
Początkowo kształciła się w Hiszpanii, później we Włoszech. Debiutowała w 1801 w Paryżu. W 1807 śpiewała w Bolonii, następnie w mediolańskiej La Scali oraz w Rzymie i Wenecji. W 1811 podpisała kontrakt z teatrem San Carlo w Neapolu, gdzie śpiewała w operach Rossiniego, którego poślubiła w 1822 (rozwiodła się w 1837).
Sławę zdobyła dzięki wspaniałemu dramatycznemu sopranowi oraz niepospolitej urodzie.